# Michael Ronda
Michael Ronda, all'anagrafe Michael Ronda Escobosa (Città del Messico, 28 settembre 1996) è un attore e cantante messicano.

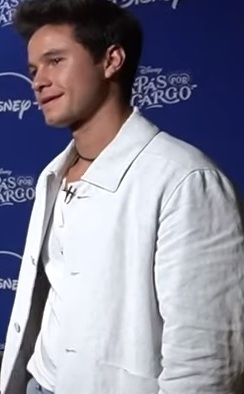
Michael Ronda nel 2022

Ronda è noto per aver interpretato il ruolo di Simón Álvarez in Soy Luna e Javier Williams in Control Z.

## Biografia
Michael Ronda è nato il 28 settembre 1996 a Città del Messico, figlio di Davide Ronda, italiano di Cremona e Vicky Escobosa, messicana. Ha una sorella maggiore di nome Alessandra ed un fratello minore di nome Kevin.
Amante degli sport, gioca a golf e calcetto, oltre a praticare surf, discesa in corda doppia, alpinismo, pattinaggio sul ghiaccio, wakeboarding e nuoto.
Inizialmente Ronda voleva diventare un calciatore; tuttavia quando si trovò per la prima volta su un set di fronte alle telecamere capì che il suo sogno era quello di fare l'attore.
Nel 2011 ha interpretato il ruolo di Camilo Galván nella telenovela La fuerza del destino. Ha anche recitato nei film La noche del pirata e Bacalar interpretando i ruoli di Dani e Santiago. Il suo ruolo più celebre è stato quello di Poncho nella serie televisiva Como dice el dicho.
Nel marzo 2016 insieme ad Agustín Bernasconi ha realizzato una cover di Por Última Vez di Matisse, pubblicato sul canale YouTube di Agustín. A novembre ha anche realizzato una cover di Drag Me Down degli One Direction insieme a Lionel Ferro e Sebastián Villalobos.
Dal 2016 al 2018 ha interpretato il ruolo di Simon Álvarez nella telenovela Soy Luna di Disney Channel. Partecipando anche a Soy Luna Live, un tour che comprende l'America Latina ed Europa. Nel 2019 ottiene il ruolo di Gabriel nella seconda stagione della serie TV spagnola Bajo la red. Nel 2020 interpreta il ruolo di Javier Williams nella serie tv Control Z, prodotta da Netflix.

### Vita privata
Ha avuto una relazione con Fer Serrano. Dal 2018 al 2019 è stato fidanzato con l'attrice e ballerina Ana Jara Martínez, conosciuta sul set di Soy Luna. Attualmente frequenta Karena Flores.

## Filmografia

### Cinema
- La noche del pirata, regia di Juan Carlos Blanco (2011)
- Bacalar, regia di Patricia Arriaga-Jordán (2011)
- El último aliento (2012)
- Campeones, regia di Lourdes Deschamps (2018)
- Indagine di famiglia, regia di Gian Paolo Cugno (2024)
- Milarepa, regia di Louis Nero (2025)

### Televisione
- Cada quien su santo – serie TV (2009)
- La fuerza del destino – serie TV (2011)
- Como dice el dicho – serie TV (2011-2015)
- Soy Luna – serie TV (2016-2018)
- Once - Undici campioni (Once) – serie TV, comparsa (2018)
- Bajo la red – webserie (2019)
- Control Z – serie TV (2020-2022)
- Mi amor sin tiempo (2024)

## Discografia

### Singoli
- 2018 – La diva de la escuela
- 2019 – Seré tu heroe

### Colonne sonore
- 2016 – Soy Luna
- 2016 – Solo tu
- 2017 – La vida es un sueño
- 2018 – Modo amar

## Tour
- Soy Luna Live (2017-2018)[11]

## Premi e riconoscimenti
- 2015 - Kids' Choice Awards México
  - Candidatura - Favorite Handsome per Soy Luna
- 2016 - Kids' Choice Awards Mexico
  - Candidatura - Attore preferito per Soy Luna
- 2016 - Kids' Choice Awards Colombia
  - Candidatura - Attore preferito per Soy Luna
- 2016 - Kids' Choice Awards Argentina
  - Candidatura - Attore preferito per Soy Luna
- 2017 - Kids' Choice Awards Mexico
  - Vinto - Attore preferito per Soy Luna
- 2017 - Kids' Choice Awards Argentina
  - Vinto - Attore preferito per Soy Luna
- 2017 - Tú Awards
  - Cantidatura - #El chico sexy per Soy Luna

## Doppiatori italiani
Nelle versioni in italiano delle opere in cui ha recitato, Michael Ronda è stato doppiato da:
- Andrea Di Maggio in Soy Luna[12]
- Alberto Franco in Milarepa
- Matteo Garofalo in Control Z[13]